# Дон Кихот (фильм, 1957)
«Дон Кихо́т» — советский цветной фильм, поставленный на киностудии «Ленфильм» в 1957 году режиссёром Григорием Козинцевым. Сценарий фильма написан Евгением Шварцем по мотивам романа Мигеля де Сервантеса «Дон Кихот».
Первый цветной широкоэкранный стереозвуковой художественный фильм киностудии «Ленфильм».
Премьера фильма в СССР состоялась 23 мая 1957 года.

## Сюжет
Идальго Алонсо Кехано, влюблённый в рыцарские романы, решил сам сделаться рыцарем и отправиться в поход. Вместе с оруженосцем Санчо Пансой он совершает подвиги в защиту обездоленных и во славу дамы сердца, но эти подвиги оказываются бессмысленными и нелепыми деяниями. Несмотря на то, что люди смеются над ним и бьют его, Дон Кихот (именно такое имя придумал себе Кехано) сохраняет веру в справедливость и врождённую человеческую доброту.

## В ролях
- Николай Черкасов — Алонсо Кехано (он же Дон Кихот), странствующий рыцарь (дублёр в конных и трюковых сценах — Владимир Васильев)
- Юрий Толубеев — Санчо Панса, оруженосец Дон Кихота
- Серафима Бирман — экономка Дон Кихота
- Светлана Григорьева — племянница Дон Кихота
- Василий Максимов — священник
- Виктор Колпаков — цирюльник
- Людмила Касьянова — Альдонса Лоренсо (она же Дульсинея Тобосская), «дама сердца» Дон Кихота
- Тамилла Агамирова — Альтисидора, придворная дама
- Георгий Вицин — Самсон Карраско, бакалавр
- Бруно Фрейндлих — герцог
- Лидия Вертинская — герцогиня
- Галина Волчек — Мариторнес, женщина с постоялого двора
- Ольга Викландт — крестьянка
- Александр Бениаминов — пастух
- С. Цомаев — Андрес, пастушонок
- Нина Анисимова — эпизод
- Светлана Баталова — эпизод
- Игорь Бельский — эпизод
- Валентина Ковель — женщина с постоялого двора
- М. Королёв — эпизод
- Жозеф Лецкий — эпизод
- Геннадий Малышев — эпизод
- Георгий Осипенко — хозяин пастушонка Андреса
- В. Осипов — эпизод
- Алексей Розанов — эпизод

В титрах не указаны
- Анатолий Королькевич — игрок
- Анатолий Шведерский — конкистадор
- Николай Шишков — эпизод
- Анна Строганова — подруга

## Съёмочная группа
- Сценарий — Евгения Шварца. По роману Сервантеса
- Постановка — Григория Козинцева
- Операторы — Андрей Москвин, Аполлинарий Дудко (натурные съёмки)
- Художники — Евгений Еней (декорации), Натан Альтман (костюмы и грим)
- Художник консультант — Альберто Санчес
- Режиссёр — Владимир Чеботарёв
- Композитор — Кара Караев
- Звукооператор — Илья Волк
- Художник-гримёр — Василий Ульянов
- Художник по костюмам — М. Рафалович
- Монтажёр — Евгения Маханькова
- Дрессировка животных — Борис Эдер
- Фехтование — Иван Кох
- Ассистент художника по декорациям — Валентина Жук (в титрах не указана)
- Оркестр Ленинградской Государственной Филармонии
Дирижёр — Николай Рабинович
- Директор картины — Михаил Шостак

## Награды
- 1957 — участие в основном конкурсе Каннского кинофестиваля
- 1958 — Всесоюзный кинофестиваль
  - Первая премия за операторскую работу Андрею Москвину на ВКФ в 1958 году;
  - Вторая премия за режиссуру Григорию Козинцеву
  - Вторая премия за операторскую работу Аполлинарию Дудко
  - Третья премия по разделу художественных фильмов Григорию Козинцеву
- 1958 — МКФ в Ванкувере
  - Почётная грамота Григорию Козинцеву
- 1958 — МКФ в Стратфорде
  - Премия Николаю Черкасову как лучшему актёру
- 1964 — МКФ в Сан-Себастьяне
  - Приз Григорию Козинцеву

## Значение образа Дон Кихота в советском кинематографе
Дон Кихот стал одним из центральных образов советского кинематографа. Дон Кихот — это тип доброго мечтателя, но мечтателя деятельного, идеалиста, который не замыкается в своём выдуманном мире, но пытается воплотить свой идеал в реальной жизни. Получает за это колотушки, но продолжает упрямо отстаивать свои идеалы. Ради воплощения этой концепции роман пришлось изрядно подправить. Из фильма и советской интерпретации образа исчез мотив безумия, который очевидно присутствует в романе Сервантеса. Согласно советской трактовке образа, безумен не Дон Кихот, а безумен мир. Частично данный взгляд согласуется с позицией романа, в котором в разной мере дон-кихотизмом заражены и прагматичные Санчо Панса, и могущественные аристократы. Для них, пресыщенных жизнью и развращённых безудержными удовольствиями, дон-кихотизм становится ещё одним, новым и невиданным развлечением, что достаточно убедительно показано в фильме.
Противостоят Дон Кихоту прагматичные священник и цирюльник, к которым присоединяется бакалавр Карраско. С одной стороны, это люди здравомыслящие, но с другой — они вообще отрицают мечту, идеалы, считая благородство пустой химерой.
Тему Дон Кихота в советском кино, начатую фильмом 1957 года, напрямую развивают фильмы «Листопад», «Берегись автомобиля» (оба — 1966), «Дон Кихот ведёт бой» (1968), «Кому нужны Дон-Кихоты?» (1977), «Дон Кихот моего детства» (1978), «Не стреляйте в белых лебедей», «Дульсинея Тобосская» (оба — 1980), «Житие Дон Кихота и Санчо» (1988). В 1997 году Василием Ливановым был снят фильм «Дон Кихот возвращается», развивающий и продолжающий тему дон-кихотизма (теперь уже в постсоветском кино).